# Niklas Frank
Niklas Frank (ur. 9 marca 1939 w Monachium) – niemiecki pisarz, dziennikarz niemieckiej gazety „Stern”, korespondent wojenny. W powojennych Niemczech zapoczątkował publiczną debatę na temat rozliczenia się z nazizmem na gruncie rodzinnym.

## Życiorys
Niklas Frank urodził się w 1939 jako najmłodsze z pięciorga dzieci prawnika, a później generalnego gubernatora okupowanych ziem polskich, Hansa Franka. Po zakończeniu wojny, w 1946 jego ojciec został stracony w Norymberdze za zbrodnie wojenne, kiedy chłopiec miał 7 lat. Po powrocie do Niemiec chodził do jednej ze szkół w Górnej Bawarii, ale ze względu na niesforne zachowanie matka Brigitte Frank umieściła go w internacie w Wyk auf Föhr, gdzie przebywały również dzieci Ribbentropa. Po zdaniu matury pracował przez pewien czas jako robotnik budowlany. Później podjął studia w Monachium i Kolonii. Po studiach zajął się dziennikarstwem i od wielu lat pracuje dla gazety „Stern”.
Przez całe dorosłe życie Niklas Frank starał się dociec prawdy o swoim ojcu i zrozumieć motywy jego działania. Napisał na temat swoich rodziców dwie książki: „Mój ojciec Hans Frank” oraz „Moja niemiecka matka”, które wywołały wielkie kontrowersje w Niemczech, ponieważ przełamywały tabu milczenia młodszego pokolenia wobec nazistowskiej przeszłości swoich rodziców. Sprzeciw niemieckiej opinii publicznej budził także ostry język autora oraz miażdżąca krytyka własnego ojca. W ocenie twórczości Niklasa podzieliła się także jego rodzina.

Proszę o wybaczenie w imieniu swoim i śmiertelnie chorego brata Normana za wszystkie zbrodnie popełnione przez rodzinę Franków na Polakach” – Niklas Frank, Kraków, 1 września 2003.

Od roku 1983 Niklas Frank wielokrotnie odwiedzał Polskę jako dziennikarz „Sterna”. Był jednym z pierwszych dziennikarzy zachodnich, którzy przeprowadzili wywiad z Lechem Wałęsą w latach 80. XX wieku. Później wiele razy spotykał się z polskimi politykami, historykami, a także z polskimi dziećmi, biorąc udział w wystawach i spotkaniach organizowanych w ramach różnych projektów historycznych.

## Filmy
Niklas Frank wystąpił w filmach dokumentalnych zrealizowanych przez Telewizję Polską: „Przeklęte dziedzictwo” (1994) w reżyserii Jadwigi Wolskiej i „Jestem synem ludobójcy” (2008), w reżyserii Mariusza Olbrychowskiego.